# 肠须草属
肠须草属（学名：Enteropogon）是禾本科下的一个属，为多年生、柔弱草本植物。该属共有4种，分布于东半球热带地区。